# シン・ヘソン (歌手)
シン・ヘソン（신혜성、申彗星、1979年11月27日 - ）は、韓国の男性歌手。神話のメンバー。血液型A型。
本貫は延日鄭氏。本名は、チョン・ピルギョ（정필교、鄭弼敎）。
神話ではリードボーカルを担当。ソロ歌手としても活動。

## 作品

### 韓国

#### アルバム
- 五.月.之.戀 (Love of May) - (2005年5月6日)
- Repackage 五、月。之。戀 (2005年8月25日)
- The Beginning, New Days (2007年8月8日)
- Special EditionThe Beginning、New Days (2007年10月22日)
- SIDE1LIVE AND LET LIVE (2008年8月26日)
- SIDE2KEEP LEAVES (2009年2月17日)
- Find voice in song (2010年7月15日)
- THE CYCLE 2005-2009 (2010年7月15日)
- THE ROAD NOT TAKEN HverTHE ROAD NOT TAKEN Sver (2011年6月16日)

#### シングル
- ソンミンThanX彗星 (2006年8月31日)
- その男の話 (2008年2月27日)
- こんにちはそしてさようなら (2010年11月19日)
- もう少し近く (2011年5月12日)

#### DVD
- SHIN HYE SUNG The Beginning、New Days ...FIRST TOUR IN SEOUL (2008年4月17日)
- 2008シン・ヘソンのライブコンサートLive And Let Live In Seoul (2009年8月27日)
- 2009 SHIN HYE SUNG KEEP LEAVESTOUR IN SEOUL (2010年7月27日)

#### フォトブック
- PHOTO ESSAY BOOK 雪のメロディ(2009年11月26日)

#### サウンドトラック
- ハヌル 〜ヨン ウォナン サラン〜（duet with チョナン・カン） - SBSドラマ『サマービーチ〜海辺へ行こう〜 (ko:해변으로 가요) 』（2005年7月）挿入歌。チョナン・カン（草彅剛）とのデュエット曲
  - アルバム『海辺へ行こう オリジナル・サウンドトラック』（2005年8月）韓国版収録（日本版未収録）

### 日本

#### アルバム
- Find voice in song（2010年2月24日）

#### シングル
SHIN HYE SUNG X KIYOKIBA SHUNSUKE名義
- I Believe (2011年10月5日)
- I Believe（CD + DVD）- (2011年10月5日)

#### DVD
- SHIN HYE SUNG The Beginning、New Days ...FIRST TOUR IN SEOUL (2008年9月17日)
- 2008 SHIN HYE SUNG LIVE TOUR SIDE1LIVE AND LET LIVE IN SEOUL (2009年8月27日)
- 2009 SHIN HYE SUNG KEEP LEAVESTOUR IN SEOUL (2010年3月25日)

#### 参加作品
- 草彅剛（SMAP）「ハヌル 〜ヨン ウォナン サラン〜」（アルバム「SAMPLE BANG!」収録、2005年7月） - コーラス（Hyesung名義）

## コンサート
- SHIN HYE SUNG First Tour The Beginning、New Days (2007年)
- [ENCOR Concert] SHIN HYE SUNG First Tour The Beginning、New Days ver. 2 (2007年)
- 2008 SHIN HYE SUNG LIVE TOUR SIDE 1 LIVE AND LET LIVE (2008年)
- 2009 SHIN HYE SUNG KEEP LEAVES (2009年)

2010 SHIN HYE SUNG LIVE *CONCERT in TOKYOFind voice in song (2010年)
- SHIN HYE SUNG CONCERT "Close to you" (2010年)
- SHS 2011 Tour in SEOUL - THE ROAD NOT TAKEN ACT (2011年)
- SHS 2011 Tour in BUSAN - THE ROAD NOT TAKEN ACT (2011年)
- SHS 2011 Tour in SHANGHAI - THE ROAD NOT TAKEN ACT (2011年)
- SHS 2011 Tour in SEOUL - THE ROAD NOT TAKEN ACT II (2011年)
- SHIN HYE SUNG 2011 JAPAN TOUR - THE ROAD NOT TAKEN ACT III (2011年)
- 2011 - 2012 SHINHYESUNG CONCERT "THE YEAR'S JOURNEY" (2011年)
- 2012-2013 SHIN HYE SUNG CONCERT "THE YEAR'S JOURNEY" (2012年)
- 2013-2014 SHIN HYE SUNG CONCERT "THE YEAR'S JOURNEY (2013年)
- 2016 SHIN HYE SUNG CONCERT "WEEKLY DELIGHT" (2016年)

## 出演

### ラジオ
- KBS 2FM「カンタ、シン・ヘソンの自由宣言」

## 受賞歴
2005年
- 11月27日 M.net KM Music Festivalバラード部門最優秀ミュージックビデオ賞
- 12月7日 ゴールデンディスク本賞
- 12月29日 SBS歌謡大戦本賞

2007年
- 12月14日 ゴールデンディスク本賞